# Scott (álbum)
Scott es el álbum debut de Scott Walker, lanzado originalmente en el Reino Unido con Philips Records en 1967.

## Lanzamiento y recepción
El álbum fue publicado por Philips Records en septiembre de 1967 en el Reino Unido. Alcanzó el puesto #3 en la UK Albums Chart y se mantuvo en dicha posición por 17 semanas. Un año más tarde se lanzó en los Estados Unidos con la discográfica Smash Records bajo el título Aloner.

## Lista de temas
| Side one |                                |          |  |
| N.º      | Título                         | Duración |  |
| 1.       | «Mathilde»                     | 2:39     |  |
| 2.       | «Montague Terrace (In Blue)»   | 3:31     |  |
| 3.       | «Angelica»                     | 4:02     |  |
| 4.       | «The Lady Came from Baltimore» | 1:59     |  |
| 5.       | «When Joanna Loved Me»         | 3:08     |  |
| 6.       | «My Death»                     | 4:57     |  |

| Lado 2 |                                      |          |  |
| N.º    | Título                               | Duración |  |
| 7.     | «The Big Hurt»                       | 2:26     |  |
| 8.     | «Such a Small Love»                  | 4:55     |  |
| 9.     | «You're Gonna Hear From Me»          | 2:53     |  |
| 10.    | «Through a Long and Sleepless Night» | 4:12     |  |
| 11.    | «Always Coming Back to You»          | 2:41     |  |
| 12.    | «Amsterdam»                          | 3:04     |  |

## Personal
- Scott Walker - voces
- Wally Stott - acordes, conducción
- Reg Guest - acordes, conducción
- Peter Knight - acordes, conducción
- Peter Olliff - ingeniero

## Historial de lanzamientos
| País           | Año                   | Discográfica      | Formato            | Catálogo   |
| -------------- | --------------------- | ----------------- | ------------------ | ---------- |
| Francia        | 1967                  | Philips           | LP                 | 844 202 BY |
| Reino Unido    | 1967                  | Philips           | LP (Stereo)        | SBL 7816   |
| UK             | septiembre de 1967    | Philips           | LP (Mono)          | BL 7816    |
| Estados Unidos | 1968                  | Smash             | LP (Title: Aloner) | 27099      |
| UK             | 16 de marzo de 1992   | Fontana           | CD                 | 510 879-2  |
| UK             | 5 de junio de 2000    | Fontana           | HDCD               | 510 879-2  |
| US             | 15 de febrero de 2008 | 4 Men With Beards | LP                 | 4M149      |